# Гексафтороплатинат(V) калия
Гексафтороплатинат(V) калия — неорганическое соединение, комплексное соединение металла платины с формулой K[PtF6], жёлто-коричневые кристаллы, реагирует с водой.

## Получение
- Реакция фторида платины(V) с концентрированным раствором фторида калия:

{\displaystyle {\mathsf {PtF_{5}+KF\ {\xrightarrow {}}\ K[PtF_{6}]}}}

## Физические свойства
Гексафтороплатинат(V) калия образует жёлто-коричневые кристаллы.

## Химические свойства
- Разлагается при нагревании:

{\displaystyle {\mathsf {2K[PtF_{6}]\ {\xrightarrow {750^{o}C}}\ 2PtF_{4}+F_{2}+2KF}}}
- Реагирует с водой:

{\displaystyle {\mathsf {4K[PtF_{6}]+6H_{2}O\ {\xrightarrow {}}\ 2PtO_{2}\downarrow +2K_{2}[PtF_{6}]+O_{2}\uparrow +12HF}}}
- Реагирует с концентрированными щелочами:

{\displaystyle {\mathsf {4K[PtF_{6}]+20KOH\ {\xrightarrow {5^{o}C}}\ 4PtO_{2}\downarrow +O_{2}\uparrow +24KF+10H_{2}O}}}
- С концентрированным раствором аммиака реакция идёт иначе:

{\displaystyle {\mathsf {6K[PtF_{6}]+20(NH_{3}\cdot H_{2}O)\ {\xrightarrow {}}\ 6[Pt(NH_{3})_{2}F_{4}]\downarrow +N_{2}\uparrow +6KF+6NH_{4}F+20H_{2}O}}}
- Является сильным окислителем:

{\displaystyle {\mathsf {2K[PtF_{6}]+4HCl\ {\xrightarrow {}}\ 2H_{2}[PtF_{6}]+Cl_{2}\uparrow +2KCl}}}
- Восстанавливается водородом:

{\displaystyle {\mathsf {2K[PtF_{6}]+5H_{2}\ {\xrightarrow {}}\ 2Pt\downarrow +2KF+10HF}}}